# Landessammelstelle für radioaktive Abfälle
Landessammelstellen für radioaktive Abfälle sind Zwischenlager für (schwach) radioaktive Abfälle, die von den deutschen Bundesländern unterhalten werden.
Radioaktive Abfälle müssen gemäß Atomgesetz geordnet beseitigt werden. Hierfür ist nach dem Verursacherprinzip der jeweilige Abfallerzeuger verantwortlich. Die Beseitigung erfolgt letztlich in einem Endlager. Bis ein solches Endlager zur Verfügung steht, müssen die Abfälle zwischengelagert werden. Für radioaktive Abfälle aus Medizin, Industrie und Forschung hat das Gesetz den Bundesländern die Verpflichtung auferlegt, für die Zwischenlagerung der in ihrem Gebiet anfallenden radioaktiven Abfälle Sammelstellen einzurichten. Diese werden teilweise von mehreren Bundesländern gemeinschaftlich (s. u.) betrieben.

## Standorte
| Bundesland             | Betreiber, Standort                                                |
| ---------------------- | ------------------------------------------------------------------ |
| Baden-Württemberg      | KTE, Karlsruhe                                                     |
| Bayern                 | Zwischenlager Mitterteich, Mitterteich                             |
| Berlin                 | Helmholtz-Zentrum Berlin für Materialien und Energie               |
| Hessen                 | Ebsdorfergrund / Roßberg                                           |
| Mecklenburg-Vorpommern | Zwischenlager Nord, Rubenow / Greifswald                           |
| Brandenburg            | Zwischenlager Nord, Rubenow / Greifswald                           |
| Niedersachsen          | GNS, Jülich und Leese                                              |
| Nordrhein-Westfalen    | Forschungszentrum Jülich, Jülich                                   |
| Rheinland-Pfalz        | Hoppstädten-Weiersbach                                             |
| Saarland               | Hoppstädten-Weiersbach                                             |
| Sachsen                | VKTA - Strahlenschutz, Analytik & Entsorgung, Rossendorf (Dresden) |
| Thüringen              | VKTA - Strahlenschutz, Analytik & Entsorgung, Rossendorf (Dresden) |
| Sachsen-Anhalt         | VKTA - Strahlenschutz, Analytik & Entsorgung, Rossendorf (Dresden) |
| Hamburg                | GKSS-Forschungszentrum, Geesthacht                                 |
| Schleswig-Holstein     | GKSS-Forschungszentrum, Geesthacht                                 |
| Bremen                 | GKSS-Forschungszentrum, Geesthacht                                 |